# Sangiang
Sangiang (indonesisch Pulau Sangiang) ist eine indonesische Insel in der Mitte der Sundastraße zwischen Java und Sumatra.
Verwaltungsmäßig gehört sie zum Regierungsbezirk Serang (Provinz Banten) im Westen Javas. Die Insel soll in Zukunft von der geplanten Sundastraßenbrücke (Jembatan Selat Sunda) berührt werden. Sie ist unbewohnt und seit 1991 ein Naturschutzgebiet. In der niederländischen Kolonialzeit hieß sie Dwars in de Weg („Quer zum Weg“).
Die Insel ist in etwa 45 Minuten von Anyer mit Schiff oder Boot zu erreichen. Sie besitzt Korallenriffe und einige Badestrände.